# Hanno Kube
Hanno Kube (* 3. August 1970) ist ein deutscher Rechtswissenschaftler.

## Leben
Nach seinem Schulabschluss am Atlantic College in Wales studierte Hanno Kube an der Ruprecht-Karls-Universität Heidelberg und der Universität Genf Rechtswissenschaft. Von 1994 bis 1995 absolvierte er das Master of Law-Programm der Cornell University in Ithaca, US-Bundesstaat New York (Jacob-Gould-Schurman-Stipendium).
Von 1995 bis 1996 war er wissenschaftlicher Mitarbeiter am Institut für Finanz- und Steuerrecht der Universität Heidelberg (Paul Kirchhof). Im Jahre 1998 wurde er mit einer Arbeit zum verfassungsrechtlichen Eigentumsschutz von Naturgütern an der Universität Heidelberg promoviert, die mit dem Ruprecht-Karls-Preis ausgezeichnet wurde. Forschungsaufenthalte führten ihn an die University of California at Berkeley und an das Europäische Hochschulinstitut in Florenz. 2003 folgte die Habilitation in Heidelberg; Thema der Habilitationsschrift ist die kompetenzrechtliche Ordnung der staatlichen Finanzgewalt (Berichterstatter: Paul Kirchhof und Eberhard Schmidt-Aßmann; Titel der Habilitationsschrift: Finanzgewalt in der Kompetenzordnung).
Von 2004 bis 2005 war er als Professor für Öffentliches Recht und Europäisches Steuerrecht an der Katholischen Universität Eichstätt-Ingolstadt tätig. Ab 2005 hatte er einen Lehrstuhl für Öffentliches Recht, Europarecht, Finanz- und Steuerrecht an der Johannes Gutenberg-Universität Mainz inne. Zum 1. April 2014 trat er die Nachfolge seines akademischen Lehrers Paul Kirchhof als Professor an der Ruprecht-Karls-Universität Heidelberg an. Er ist Inhaber des Lehrstuhls für Öffentliches Recht unter besonderer Berücksichtigung des Finanz- und Steuerrechts und Direktor des Instituts für Finanz- und Steuerrecht der Ruprecht-Karls-Universität Heidelberg. Von 2016 bis 2018 war er Studiendekan der Juristischen Fakultät.
Seine Forschungsschwerpunkte liegen in den Bereichen des Staatsrechts, des Europarechts, des Finanzverfassungsrechts und des deutschen, europäischen und internationalen Steuerrechts.
Gastprofessuren nahm er an der Cornell University in New York und an der National Taiwan University in Taipei/Taiwan wahr.
Er ist vielfältig als Gutachter, Sachverständiger und Prozessvertreter vor dem Bundesverfassungsgericht, dem Bundesverwaltungsgericht und dem Gerichtshof der Europäischen Union tätig. Besonders hervorzuheben ist der Prozess „2 BvF 1/22“ vor dem Bundesverfassungsgericht, in dem das Bundesverfassungsgericht den Zweiten Nachtragshaushalt 2021 des Bundes und die damit verbundene Umschichtung von 60 Milliarden Euro aus nicht abgerufenen Corona-Nothilfen in den Klima- und Transformationsfonds für nichtig erklärte. Hanno Kube war in besagtem Prozess zusammen mit Karsten Schneider Prozessbevollmächtigter der 197 Antragsteller und Mitglieder der CDU/CSU-Fraktion des Deutschen Bundestages. 2018 schrieb Kube ein Rechtsgutachten für die Initiative Neue Soziale Marktwirtschaft (INSM) zum Solidaritätszuschlag.
Er ist unter anderem Mitglied in der Vereinigung der Deutschen Staatsrechtslehrer, der Deutschen Steuerjuristischen Gesellschaft (Vorsitzender des Wissenschaftlichen Beirats), der Deutschen Vereinigung für Internationales Steuerrecht, der Gesellschaft für Rechtsvergleichung und der Deutschen Gesellschaft für Gesetzgebung. Er ist ordentliches Mitglied der Heidelberger Akademie der Wissenschaften seit 2020. Er ist Mitherausgeber des Handbuchs des Staatsrechts, eines Einkommensteuer-Großkommentars und der Zeitschrift Steuer und Wirtschaft.
Seit Mai 2023 gehört er dem Heidelberger Universitätsrat an.
Hanno Kube ist verheiratet und hat drei Kinder.